# Luis Gamonal
Luis Gamonal Gago, né le 1er juin 1922 à Villadangos del Páramo (province de León, Espagne), est un footballeur espagnol qui jouait au poste d'ailier.

## Carrière
Lors de la saison 1945-1946, Luis Gamonal joue au FC Barcelone avec qui il gagne la Coupe Eva Duarte. Avec le Barça, il joue 24 matchs de championnat et marque 6 buts.
La saison suivante, il joue avec le Deportivo La Corogne. Le club descend en deuxième division mais Luis Gamonal reste malgré cela dans les rangs du Deporivo une saison supplémentaire.
En 1948, il est recruté par le CD Málaga avec qui il monte en première division en 1949. Après deux saisons en D1, Málaga descend en D2 lors de la saison 1950-1951. Gamonal quitte Málaga en 1952 après quatre saisons au club.

## Palmarès
Avec le FC Barcelone :
- Vainqueur de la Coupe Eva Duarte en 1946
- Copa de Oro Argentina en 1945